# Grasso di balena

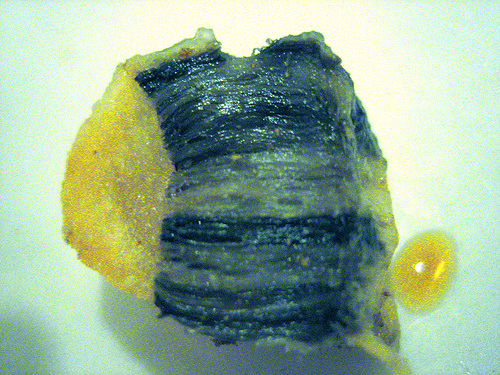
Blubber di balena.

Il grasso di balena (o blubber) è il modo per identificare  uno spesso strato di tessuto adiposo vascolarizzato sottocutaneo, presente nei cetacei, nei pinnipedi e nei sirenii.

## Utilizzo
Il grasso di balena rappresentava una delle maggiori ragioni per la caccia alla balena, trasformato in olio di balena direttamente a bordo delle navi baleniere. L'olio di balena poteva poi essere utilizzato direttamente come cera per candele o nelle lampade ad olio come combustibile o impiegato per la produzione di sapone, cuoio e cosmetici. Una balenottera azzurra poteva fornire sino a 50 tonnellate di grasso.
Il grasso servito assieme alla pelle congelata delle balene tagliata a strisce è un alimento importante della dieta tradizionale degli Inuit e di altre popolazioni del circolo polare artico per l'elevato contenuto energetico e di vitamina C (38 mg per 100 g, prevalentemente dalla pelle). Il piatto prende il nome di maktak,  maktaaq o mattak nei vari dialetti della lingua inuit e viene generalmente consumato crudo.
Il grasso di foca contiene elevati valori di vitamina E, selenio ed altri antiossidanti che prevengono la formazione dei radicali liberi causa di diverse malattie. Gli effetti positivi del consumo di grasso possono essere notati in Groenlandia. Ad esempio Uummannaq, un distretto di 3000 residenti non ha registrato alcun morto per malattie cardiovascolari negli anni settanta. Secondo alcuni studi, un inuit di settant'anni ha le arterie elastiche come un ventenne danese. Gli effetti positivi nel consumo di grasso, per contro, non si sono riscontrati negli emigrati in Danimarca che presentano mortalità comparabili con il resto della popolazione mondiale.